# F.D.K.
F.D.K.（エフディーケー）は、広島のフロアディレクター専門会社、および、広島ローカルタレント事務所。

## 概要
五日市出身の木村亮平が広島経済大学4年生の2001年8月にオフィスアッツでアルバイトを始める。2002年3月に大学卒業し、2002年4月オフィスアッツにローカルタレントとして入社。2004年9月オフィスアッツを退社し、フリーのフロアディレクターとして活動。その後、広島では初のフロアディレクター専門の会社F.D.Kを木村亮平が創業。
2009年、広島のシーンをリードする各界から集まったメンバーと木村亮平が広島ラーメン会を結成。広島ラーメン会やメンバーがイベントのフードコーナーにラーメン出店することがある。2011年には会による東日本大震災復興チャリティ・ラーメンを行い日本赤十字社を通じて東日本大震災復興目的の義援金として被災地に送られた。
2011年4月から木村亮平が母校・広島経済大学で講師を務め、興動館科目のひとつ「プロスポーツによる広島活性化講座」を行っている。
2013年10月12日、第43回広島経済大学同窓会総会 実行委員長を木村亮平が務める。
2017年、浅田真由を所属タレント第1号に擁しF.D.K.タレント部を設立。以降、テンション高野(高野彩香)、動道歩美、松下かな子、吉村詩津香、岡野歩美の6人がタレント部に所属。
2017年9月9日、2017-18シーズン広島ドラゴンフライズ応援マネージャーに浅田真由が就任したことが、B.LEAGUE（Bリーグ） 2017-18プレシーズンゲーム 広島ドラゴンフライズ 対 栃木ブレックス（会場：東広島運動公園体育館）で発表され、初代応援マネージャーとなる。バスケ初心者の浅田真由は「初心者の私は、まだ観戦したことのない人達に観戦の楽しさを少しでも伝えていけたら」とコメント。
2017年10月、F.D.K.ラーメン部発足。以後、期間限定で仕込んだラーメンを十日市の居酒屋で出すことがある。
2018年1月、F.D.K.タレント部のホームページを開設。
2018年7月15日に広島・本通りの街頭で広島ローカルタレント勢による西日本豪雨災害（平成30年7月豪雨）への募金の呼びかけが行われF.D.K.所属タレントも参加、集まった義援金は中国新聞社会事業団を通じて被災地に送られた。
2018年10月、広島ドラゴンフライズ2018-19シーズン公式応援マネージャーに「F.D.K.タレント部」(当時のメンバー：浅田真由、高野彩香、動道歩美、吉村詩津香、松下かな子、岡野歩美)が就任。
2019年、3月に吉村詩津香が、4月にテンション高野(高野彩香)がF.D.K.所属から離れた。同年7月1日から土手香那子がF.D.K.に電撃所属。同年7月9日、広島ローカルタレント松本裕見子がF.D.K.とアドバイザリー契約を結ぶことを発表。同年7月31日をもって岡野歩美がF.D.K.所属から離れた。

## フロアディレクター
- 木村亮平
- 本重由美江
- 藤井脩介

## 担当

### NHK広島放送局
- お好みワイドひろしま（毎週月-金曜 18:10- 生放送）

### 中国放送（RCC）
- Veryカープ中継

過去
- イマなまっ!（毎週月-金曜 15:00- 生放送）

### 広島テレビ（HTV）
- テレビ派（エキキタ中継）（毎週 月-金曜 生放送）

### 広島ホームテレビ（HOME）
- みみよりライブ 5up!（毎週 月-金曜 16:49- 生放送）
- 勝ちグセ。カープ中継

過去
- ココ!ブランニュー（毎週土曜 午前 10:30- 放送）
- 北斗晶の鬼嫁運動記者倶楽部（毎週土曜放送）
- 勝ちグセ。サンデー恋すぽ（毎週日曜放送）
- あっぱれ!熟年ファイターズ（毎週土曜放送）
- HOME Jステーション（毎週月-金曜生放送）

### テレビ新広島（TSS)
- ひろしま満点ママ!!（毎週月-金曜 あさ9:50-） 生放送）
- TSSプライムニュース（毎週月-金曜 16:48-） 生放送）
- 全力応援 スポーツLOVERS（土曜 16:50-） 生放送）
- 全力応援カープ中継

過去
- みんなのテレビ (テレビ新広島)（毎週月-金曜 16:48- 生放送）

### J SPORTS
- カープ中継

### DAZN
- サンフレッチェ広島ホームゲーム中継

### サンフレッチェ広島
- サンフレッチェ広島ホームゲーム試合運営FD

### 大学講師
木村亮平
- 広島経済大学 興動館「プロスポーツによる広島活性化講座」 派遣講師
- 安田女子大学 現代ビジネス学科 イベントデザイン 非常勤講師

## F.D.K.タレント部
2017年1月に設立。広島ローカルを中心にテレビ番組、ラジオ番組、CM、広告、イベントMC、歌のお姉さんなどで活動。2019年7月より松本裕見子がアドバイザリーを務めている。
- 浅田真由　所属第1号
  - 全力応援 スポーツLOVERS（ - 2019年3月30日、テレビ新広島）[16] アシスタントおよびリポーター
  - ハナノサ!（ - 2018年12月27日、広島ホームテレビ）[17] ナビゲーター
  - テレビ派 水曜コーナー（2017年4月 - 2019年3月13日、広島テレビ）[18] 月1回（第2水曜）リポーター
  - にゅ〜スポーツLOVERS（2019年、テレビ新広島）毎週金曜
  - 街頭TV 出没!ひな壇団（2019年10月12日・19日・2020年2月29日・3月7日、中国放送）千鳥と共に海賊役
  - スポラバ特番 独占密着!カープ大瀬良結婚式＆石原・小窪・會澤の男の大新年会（2020年1月3日、テレビ新広島）[19]
- 動道歩美　所属第3号（2017年11月1日[20] - ）
  - ラジプリズム 月曜（ - 2020年3月、RCCラジオ）[21] ラジオパーソナリティ
  - 舞台 恋とか愛とか（仮）2（2018年2月10日 - 12日、会場：広島 アステールプラザ 多目的スタジオ）
  - 恋とか愛とか（仮） 特別企画 コイカリ的!肉食会（2018年9月6日・13日、広島ホームテレビ）
  - 恋とか愛とか（仮）舞台直前SP「童貞な男」（2019年2月7日・14日、広島ホームテレビ）チエ子(26)役
  - 舞台 恋とか愛とか（仮）3（2019年2月8日 - 11日、会場：広島YMCA国際文化ホール）
  - 恋とか愛とか（仮）コイカリ×芸人SP「追い込む女」（2019年11月、広島ホームテレビ）主演・横澤夏子 役
  - みよし、どうですか?（2019年2月18日・25日、テレビ新広島） - リポーター。吉村詩津香とコンビで出演
  - てっぺん（2019年4月 - 、広島テレビ） - MC
  - 丸ごと!好奇心 知っとる!?（広島テレビ） - リポーター
  - ひろしま満点ママ!! 月曜コーナー「どこいる!?LIVE」（2020年1月 - 、テレビ新広島） - リポーター
  - ひろしま満点ママ!! 金曜コーナー「道場破り」（2020年10月30日 - 、テレビ新広島）リポーター
- 松下かな子　所属第4号（2017年12月13日[22] - ）
  - SAKAKINO presents PanGohan（タウン情報サイト ettoco（えっとこ）ひろしま ）進行役
  - 恋とか愛とか（仮） ｢壊さない女｣（2019年1月10日・17日）受付嬢(28)役
  - ひろしま満点ママ!!（2019年11月 - 、テレビ新広島）「情報スパイス」隔週 月〜金曜
  - イベント「こいのわPROJECT」（2019年）MC
  - DCM DAIKI尾道店（2021年）CM出演
- 土手香那子（2019年7月1日 - ）
  - ひろしま満点ママ!!（2020年1月24日 - 、テレビ新広島）金曜コーナー「ハッピーリサイクルお宅で買い取り隊」隊長
- 三村明子（2019年8月1日 - ）
- グエン ホアンハー
- 川原萌
- 高竹香夢（アクターズスクール広島出身、元SPL∞ASH）
- 大重麻衣（2022年1月1日 - ）
  - ひろしま深掘りライブ フロントドア（広島ホームテレビ。同局アナウンサー→無所属時代から出演）
  - 日テレNEWS24 キャスター（無所属時代から出演）
- 森直美
- 室井萌々（アクターズスクール広島出身、元SPL∞ASH）
- 高田萌子（アクターズスクール広島出身、元SPL∞ASH）
- ボールボーイ佐竹
- 木村仁美（元福井放送・元テレビ新広島アナウンサー。2023年10月 - ）

### 過去の所属
- テンション高野（高野彩香）　所属第2号（2017年9月27日[23] - 2019年4月30日）→フリータレント
  - 広島かたすみ食堂（NHK広島放送局）[24] 店主(MC)
  - ココ!ブランニュー（広島ホームテレビ）[25] リポーター
  - 2018優勝特番 カープ セ・リーグ3連覇達成（2018年9月26日、NHK広島放送局）MC
  - 5up!サタデー（広島ホームテレビ）リポーター
  - 広告「エールエールA館専門店街 YALEYALE 20th ANNIVERSARY FAIR」（2019年4月-5月）
- 横田亜美（2019年12月1日 - ）
- 平田麻衣（2019年6月1日 - ）
- 河野拓也（2019年6月1日 - ）
- 広重未奈（2019年6月1日 - ）
- 満吉洸
- KOTOKO

### サポート
- 森本ケンタ（ギタリスト、作曲家、シンガーソングライター、ラジオパーソナリティ、広島ローカルタレント）2018年4月25日よりF.D.K.が正式サポート

## 配信
- 広島★タレント発掘バラエティー『チャンス』（2018年9月15日 - 、YouTube「F.D.K.チャンネル」）生配信